# Traite négrière dans le sud-ouest de l'océan Indien

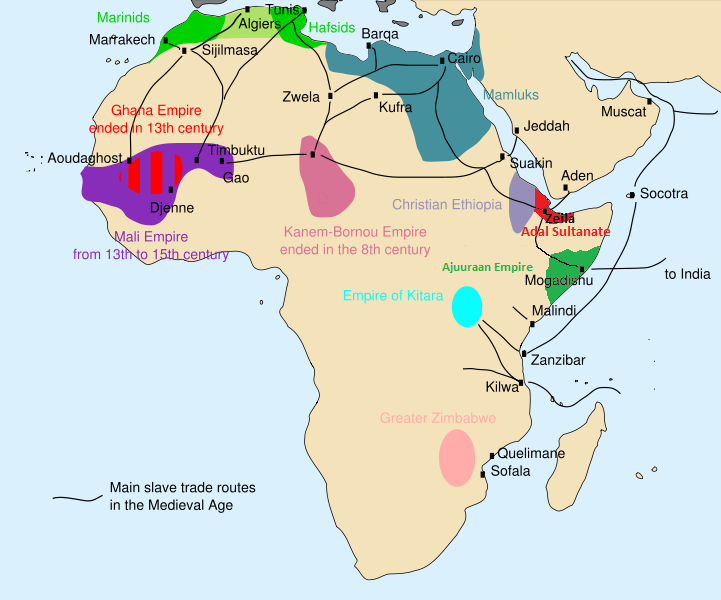
Traite musulmane médiévale en Afrique.

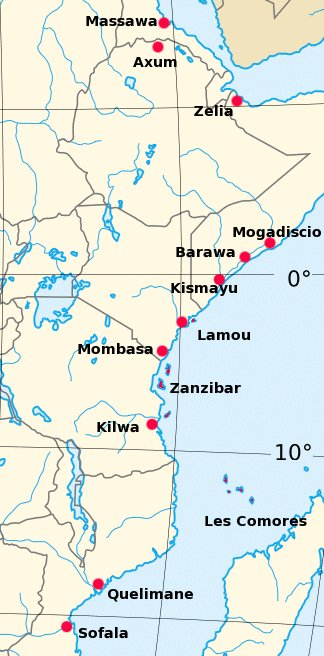
Principales villes impliquées dans le commerce au XVIe siècle.

La traite négrière connut dans le sud-ouest de l'océan Indien des développements particulièrement importants à compter du milieu du XVIIe siècle du fait de l'établissement dans les îles de l'archipel des Mascareignes de colonies françaises gérées par la Compagnie des Indes orientales : en se transformant en sociétés de plantation, celles-ci se rendirent très vite compte du réservoir de main-d'œuvre servile qui gisait à peu de distance à Madagascar ou sur les côtes du Mozambique en Afrique de l'Est.

## Culture swahili
La culture swahili, comme culture partagée par les populations de la côte de l'Afrique de l'Est, concerne des populations d'origine bantoue avec des apports arabes et, dans une moindre mesure, persans. Les cités-États côtières comme Mombasa, Gede, Malindi et les archipels de Zanzibar, des Comores, de Kilwa et de Lamu, forment une unité de culture swahilie prospère et renommée, vivant du commerce de marchandises africaines destinées aux marchés locaux et orientaux. Ces populations parlent des langues voisines, variantes du swahili, et partagent un certain nombre de valeurs propres. C'est avant tout une culture urbaine, africaine et musulmane. Les arabes appelaient al-Zanj (« les noirs ») les territoires sous la domination de ces cités, d'où le nom souvent donné à la région de « Zenj » ou « Zanguebar » (aussi appelée "Côte d'Ajan" ou Azanie), et le nom de Mer de Zanj attribué à cette zone de l'Océan Indien.
Les populations bantoues propagent la culture swahilie : « entre le VIIe et le XVe siècle, elles fondent des ports et établissements sur plus de trois mille kilomètres le long de la côte ». L'aire swahilie s'étage du sud de la Somalie au nord du Mozambique.
Entre les VIIIe et IXe siècles, une vague d'immigration perse menée par le sultan de Chiraz s'installe à Zanzibar. Selon la légende, celui-ci et ses six fils fondent le Zenj, instaurant un pouvoir économique et politique perso-musulman pour des siècles sur une partie de la côte Est-africaine[réf. nécessaire]. Cet afflux de population allochtone profite au commerce de l'or, de l'ivoire, des peaux de léopards et des esclaves qui sont envoyés vers le Moyen-Orient, le sous-continent indien et la Chine tandis que les tissus indiens et les porcelaines chinoises y sont importés.
Bien que trois groupes ethniques émergent à la suite de brassages de populations entre Africains, Perses et Arabes, des différences culturelles et sociales apparaissent, les populations les moins considérées étant les populations les moins métissées (donc les plus africaines). Suivant les régions, trois groupes distincts se distinguent à partir au Xe siècle : les Watumbatu (Nord d'Unguja), les Wahadimu (Sud d'Unguja) et les Wapemba (Pemba), tous se considérant comme Shirazis en rejetant leurs origines bantoues[réf. nécessaire]. Cette coexistence de différents peuples et cultures ne se fait pas sans heurts : au XIe siècle, les Omanais établis à Zanzibar s'opposent aux Shirazis, ce qui n'empêche pas ces derniers de continuer à s'implanter dans la région. Le commerce apportant de plus en plus de richesses, les premiers bâtiments en pierre apparaissent à Zanzibar au XIIIe siècle et accumulent des marchandises luxueuses. Le commerce avec la Chine est facilité au XVe siècle avec l'ouverture de routes commerciales maritimes directes avec cet empire mais les routes via le sous-continent indien reprennent leur activité avec l'isolationnisme promulgué par l'empereur Ming Zhengtong en 1443. À cette époque, Zanzibar constitue un sultanat prospère à côté des cités de Mombasa, Lamu, Kilwa Kisiwani et Malindi, plaques tournantes africaines du commerce entre ce continent et les Arabes, Perses et Indiens.
Le commerce d'esclaves aurait été restreint et se serait intensifié seulement au XVIe siècle, concurrencé par la traite orientale, par la Somalie, l'Éthiopie, le Soudan. 
Le commerce interrégional par caravanes en Afrique de l'Est, développé surtout au XIXe siècle, existe, reste peu documenté, mais seul explique la prospérité des cités-états et sultanats des côtes.

## Lieux de traite à dominante européenne
La traite a commencé dans la région à la faveur de l'établissement d'une colonie française à Bourbon, aujourd'hui l'île de La Réunion. Dans un premier temps, elle pourvoit à cette colonie des esclaves achetés principalement de Madagascar, la côte orientale de cette grande île étant la zone la plus prisée : de 1720 à 1735, elle s'effectue essentiellement dans la baie d'Antongil.
La surexploitation de ce premier centre de traite conduit à une raréfaction des esclaves qui amène les traitants à abandonner ce poste petit à petit, phénomène qui devient manifeste lorsque l'on considère les navires ayant assuré la navette entre Madagascar et les Mascareignes entre 1746 et 1749 : ils ne rapportent que du riz et de la viande, d'ailleurs encouragés sur cette voie par la guerre. C'est Foulpointe qui devient le nouveau centre de la traite à la faveur de ce changement de donne : en 1758, le poste devient officiellement le principal et dispose à ce titre, selon l'historien Prosper Ève, « de magasins, de cases, de hangars et d'une négrerie ».
Lorsque le roi Yavi décède en 1791, Foulpointe connaît à son tour le déclin. Débouché maritime des hauts plateaux de l'intérieur malgache, Tamatave prend le relais. En outre, les traitants ne cessent de développer de nouvelles routes le long des côtes de l'Afrique de l'Est, ce qui fait que la prééminence des esclaves venus de Madagascar s'estompe à Bourbon dès le milieu du XVIIIe siècle.